# ティーターノマキアー

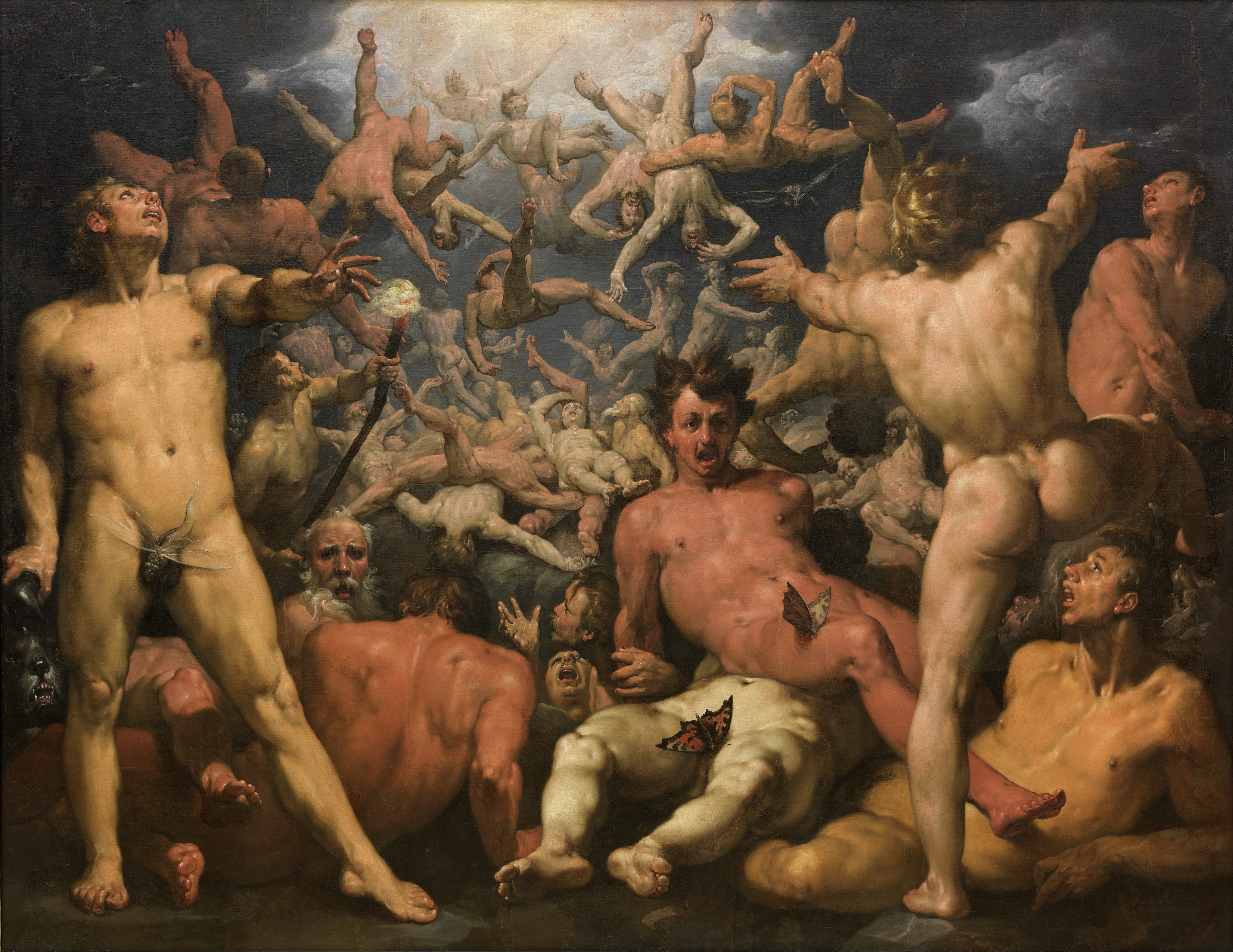
コルネリス・ファン・ハールレムが打ち負かされるティーターンを描いた『ティタンの堕落』 (コペンハーゲン国立美術館)

ティーターノマキアー（古代ギリシア語: Τιτανομαχία、古代ギリシア語ラテン翻字: Tītānomakhiā）は、ギリシア神話で語られるゼウス率いるオリュンポスの神々と、クロノス率いる巨神族ティーターンとの戦い。全宇宙を崩壊させたこの大戦は、終結させるのに10年もの歳月が必要であった。
長母音を省略してティタノマキアとも表記される。ヘーシオドスの『神統記』などに語られている。

## 概説
クロノスからゼウスが王権を奪った後、オリュンポス山に布陣したゼウスたちと、オトリュス山に布陣したティーターンたちは争った。この戦いは山々が根本から大きく揺らぎ、世界を崩壊させるほどの規模であった。しかし、当初こそステュクスの一族がティーターンを裏切るなどの動きがあったものの、不死の神々どうしの戦いは互いに決め手を欠き、10年の間決着を見なかった。
ガイアはゼウスたちに、ウーラノスがタルタロスの領域に幽閉した三人のヘカトンケイル（百手巨人）たちと、三人のキュクロープスを味方に付ければ勝つことができると助言した。ゼウスたちは幽閉された二巨人族を見張っていたカムペーを退治して彼らを解放し、ネクタルとアムブロシアーを与えて味方にした。
キュクロープス達は助けてくれた礼にとゼウスたちに武器を作って献上した。彼らは、ゼウスには万物を破壊し燃やし尽くす雷霆、ポセイドーンには大海と大陸を支配する三叉の矛、ハーデースには姿を見えなくすることのできる隠れ帽を与えた。
両軍は再び激突し、心強い味方と究極の武器を手にしたオリュンポス勢が常に優位に立った。ポセイドーンの三叉の矛の力で全地球は凄まじく揺れ動き、姿を消したハーデースがティーターンたちの武器を奪った。ヘカトンケイルたちは一度に300の巨大な岩石を休みなく投げ続けてティーターンたちを打ち負かした。
ゼウスは雷霆を容赦なく投げつけ、その圧倒的な威力によって天界は崩れ落ち、見渡す限りの天地は逆転した。全空間に漲る雷光はティーターン神族の目を焼き、瞬く間に視力を奪った。雷霆から迸る聖なる炎は地球を尽く破壊し、全宇宙とその根源を成すカオスすらゼウスの雷火によって焼き尽くされた。
ティーターンたちはオリュンポス勢の想像を絶する猛攻に耐え切れず、遂に10年も続いた神々の大戦に終止符が打たれた。こうして、オリュンポスの神々は華々しい勝利を飾った。その後、不死身であったティーターン族はタルタロスの深淵へと封印され、オリュンポス神族の支配が始まった。